# 2. Biathlon-Weltcup 2022/23 (Hochfilzen)
Der 2. Weltcup der Biathlon-Saison 2022/23 fand im österreichischen Hochfilzen statt. Die Wettkämpfe im Langlauf- und Biathlonzentrum wurden vom 5. bis 11. Dezember 2022 ausgetragen.

## Wettkampfprogramm
| Datum        | Männer    | Männer               | Frauen    | Frauen             |
| ------------ | --------- | -------------------- | --------- | ------------------ |
| Do, 08.12.22 |           |                      | 14:10 Uhr | Sprint (7,5 km)    |
| Fr, 09.12.22 | 13:45 Uhr | Sprint (10 km)       |           |                    |
| Sa, 10.12.22 | 13:40 Uhr | Staffel (4 • 7,5 km) | 11:30 Uhr | Verfolgung (10 km) |
| So, 11.12.22 | 14:15 Uhr | Verfolgung (12,5 km) | 11:30 Uhr | Staffel (4 • 6 km) |

## Teilnehmende Nationen und Athleten
| Nation               | Anzahl               | Athlet | Athletin |  |
| Europa (22 Nationen) | Europa (22 Nationen) | Europa (22 Nationen)                                                                                                  | Europa (22 Nationen) |  |
| -------------------- | -------------------- | --- | --- |  |
| Belgien              | 2+1                  | Florent Claude, Thierry Langer                                                                                        | Lotte Lie |  |
| Bulgarien            | 4+(4)                | Wladimir Iliew, Anton Sinapow, Wassil Saschew, Blagoj Todew                                                           | Lora Christowa, Daniela Kadewa, Marija Sdrawkowa (nur Staffel), Milena Todorowa                                                   |  |
| Deutschland          | 6+6                  | Benedikt Doll, Johannes Kühn, Philipp Nawrath, Roman Rees, Justus Strelow, David Zobel                                | Juliane Frühwirt, Denise Herrmann-Wick, Franziska Preuß, Sophia Schneider, Vanessa Voigt, Anna Weidel                             |  |
| Estland              | 4+4                  | Robert Heldna, Raido Ränkel, Kristo Siimer, Rene Zahkna                                                               | Susan Külm, Regina Ermits, Johanna Talihärm, Tuuli Tomingas                                                                       |  |
| Finnland             | 5+5                  | Tuomas Harjula, Olli Hiidensalo, Heikki Laitinen, Jaakko Ranta, Tero Seppälä                                          | Mari Eder, Erika Jänkä, Nastassja Kinnunen, Venla Lehtonen, Suvi Minkkinen                                                        |  |
| Frankreich           | 6+6                  | Émilien Claude, Fabien Claude, Quentin Fillon Maillet, Antonin Guigonnat, Émilien Jacquelin, Éric Perrot              | Sophie Chauveau, Chloé Chevalier, Anaïs Chevalier-Bouchet, Caroline Colombo, Lou Jeanmonnot, Julia Simon                          |  |
| Griechenland         | 1                    | Nikolaos Tsourekas | |  |
| Italien              | 5+5                  | Didier Bionaz, Daniele Cappellari, Daniele Fauner, Tommaso Giacomel, David Zingerle                                   | Michela Carrara, Samuela Comola, Rebecca Passler, Lisa Vittozzi, Dorothea Wierer                                                  |  |
| Kroatien             | 1+1                  | Krešimir Crnković | Anika Kožica |  |
| Lettland             | 3+1                  | Edgars Mise, Aleksandrs Patrijuks, Andrejs Rastorgujevs                                                               | Baiba Bendika |  |
| Litauen              | 4+2                  | Linas Banys, Karol Dombrovski, Maksim Fomin, Tomas Kaukėnas, Vytautas Strolia                                         | Gabrielė Leščinskaitė, Natalija Kočergina                                                                                         |  |
| Moldau               | (4)+2                | Pawel Magasejew, Maxim Makarow, Andrei Ussow (nur Staffel), Michail Ussow (nur Staffel)                               | Alla Ghilenko, Alina Stremous |  |
| Norwegen             | 6+6                  | Filip Fjeld Andersen, Johannes Thingnes Bø, Tarjei Bø, Vetle Sjåstad Christiansen, Johannes Dale, Sturla Holm Lægreid | Karoline Erdal, Ragnhild Femsteinevik, Emilie Ågheim Kalkenberg, Karoline Offigstad Knotten, Ida Lien, Ingrid Landmark Tandrevold |  |
| Österreich           | 5+5                  | Simon Eder, Patrick Jakob, David Komatz, Felix Leitner, Harald Lemmerer                                               | Anna Gandler, Lisa Hauser, Anna Juppe, Julia Schwaiger, Dunja Zdouc                                                               |  |
| Polen                | (4)+4                | Jan Guńka (nur Staffel), Grzegorz Guzik, Andrzej Nędza-Kubiniec, Marcin Zawół                                         | Joanna Jakieła, Anna Mąka, Natalia Sidorowicz, Kamila Żuk                                                                         |  |
| Rumänien             | (4)+(4)              | George Buta (nur Staffel), George Colțea, Raul Flore, Dmitri Schamajew                                                | Andreea Mezdrea, Anastassija Tolmatschowa (nur Staffel), Jelena Tschirkowa, Natalja Uschkina                                      |  |
| Schweden             | 6+6                  | Oskar Brandt, Peppe Femling, Jesper Nelin, Emil Nykvist, Martin Ponsiluoma, Sebastian Samuelsson                      | Anna Magnusson, Stina Nilsson, Elvira Öberg, Hanna Öberg, Linn Persson, Johanna Skottheim                                         |  |
| Schweiz              | 5+4                  | Joscha Burkhalter, Jeremy Finello, Laurin Fravi, Niklas Hartweg, Sebastian Stalder                                    | Amy Baserga, Aita Gasparin, Elisa Gasparin, Lena Häcki-Groß, Lea Meier                                                            |  |
| Slowakei             | 2+4                  | Michal Šíma, Tomáš Sklenárik                                                                                          | Ivona Fialková, Paulína Bátovská Fialková, Mária Remeňová, Zuzana Remeňová                                                        |  |
| Slowenien            | (6)+(4)              | Alex Cisar, Miha Dovžan, Jakov Fak, Lovro Planko, Anton Vidmar, Rok Tršan (nur Staffel)                               | Polona Klemenčič, Živa Klemenčič, Anamarija Lampič, Lena Repinc (nur Staffel)                                                     |  |
| Tschechien           | 5+5                  | Mikuláš Karlík, Michal Krčmář, Jonáš Mareček, Tomáš Mikyska, Jakub Štvrtecký                                          | Lucie Charvátová, Markéta Davidová, Jessica Jislová, Eliška Václavíková, Tereza Voborníková                                       |  |
| Ukraine              | 5+5                  | Anton Dudtschenko, Taras Lessjuk, Witalij Mandsyn, Artem Pryma, Bohdan Zymbal                                         | Olena Bilossjuk, Darija Blaschko, Anna Krywonos, Anastassija Merkuschyna, Oleksandra Merkuschyna                                  |  |
| Amerika (2 Nationen) |                      | | |  |
| Kanada               | 4+4                  | Jules Burnotte, Christian Gow, Trevor Kiers, Adam Runnalls                                                            | Emily Dickson, Emma Lunder, Nadia Moser, Benita Peiffer                                                                           |  |
| Vereinigte Staaten   | (5)+5                | Jake Brown (nur Staffel), Václav Červenka, Sean Doherty, Maxime Germain, Paul Schommer                                | Kelsey Dickinson, Tara Geraghty-Moats, Chloe Levins, Deedra Irwin, Joanne Reid                                                    |  |
| Asien (3 Nationen)   |                      | | |  |
| Japan                | 3+3                  | Jin Nakajima, Mikito Tachizaki, Ryu Yamamoto                                                                          | Hikaru Fukuda, Asuka Hachisuka, Fuyuko Tachizaki                                                                                  |  |
| Kasachstan           | (4)+4                | Ässet Düissenow (nur Staffel), Wladislaw Kirejew, Alexander Muchin, Sergei Sirik                                      | Ljudmila Achatowa, Polina Jegorowa, Anastassija Kondratjewa, Alina Skripkina                                                      |  |
| Südkorea             | 2+2                  | Choi Du-jin, Timofei Lapschin                                                                                         | Jekaterina Awwakumowa, Ko Eun-jung                                                                                                |  |
| Ozeanien (1 Nation)  |                      | | |  |
| Neuseeland           | 1                    | Campbell Wright | |  |

## Ausgangslage
Als Führende der Gesamtwertung gingen nach der ersten Woche Johannes Thingnes Bø und Lisa Vittozzi an den Start.

Marte Olsbu Røiseland entschloss sich dazu, auch die Wettkämpfe von Hochfilzen und Le Grand-Bornand nicht zu bestreiten, um ihrem Körper weitere Zeit zu geben, sich zu erholen. Ihr Fokus liegt daher auf den Weltmeisterschaften in Oberhof. Im österreichischen Team gab es eine Änderung, Katharina Komatz wurde von Anna Gandler ersetzt, die damit ihr Weltcupdebüt gab. Lukas Hofer konnte weiterhin nicht an den Start gehen, zudem fehlte im italienischen Team Patrick Braunhofer, auf den fünften Startplatz rückte Debütant Daniele Fauner. Bei den Schweizern fehlte aufgrund ihrer Erkältung weiterhin Amy Baserga. Zudem stand das Debüt von Anamarija Lampič im Fokus.

## Ergebnisse
| 2. Weltcup in Hochfilzen, 5. bis 11. Dezember 2022 | 2. Weltcup in Hochfilzen, 5. bis 11. Dezember 2022 | 2. Weltcup in Hochfilzen, 5. bis 11. Dezember 2022                                               | 2. Weltcup in Hochfilzen, 5. bis 11. Dezember 2022                        | 2. Weltcup in Hochfilzen, 5. bis 11. Dezember 2022                  |
| -------------------------------------------------- | -------------------------------------------------- | ------------------------------------------------------------------------------------------------ | ------------------------------------------------------------------------- | ------------------------------------------------------------------- |
| Datum                                              | Disziplin                                          | Erster Platz                                                                                     | Zweiter Platz                                                             | Dritter Platz                                                       |
| 8. November 2022 (Do.)                             | Sprint (7,5 km)                                    | Denise Herrmann-Wick                                                                             | Markéta Davidová                                                          | Julia Simon                                                         |
| 9. November 2022 (Fr.)                             | Sprint (10 km)                                     | Johannes Thingnes Bø                                                                             | Émilien Jacquelin                                                         | Sturla Holm Lægreid                                                 |
| 10. Dezember 2022 (Sa.)                            | Verfolgung (10 km)                                 | Julia Simon                                                                                      | Ingrid Landmark Tandrevold                                                | Markéta Davidová                                                    |
| 10. Dezember 2022 (Sa.)                            | Staffel (4 • 7,5 km)                               | NorwegenSturla Holm Lægreid Filip Fjeld Andersen Johannes Thingnes Bø Vetle Sjåstad Christiansen | SchwedenJesper Nelin Martin Ponsiluoma Peppe Femling Sebastian Samuelsson | DeutschlandJustus Strelow Johannes Kühn Roman Rees Benedikt Doll    |
| 11. Dezember 2022 (So.)                            | Staffel (4 • 6 km)                                 | FrankreichLou Jeanmonnot Anaïs Chevalier-Bouchet Chloé Chevalier Julia Simon                     | SchwedenLinn Persson Anna Magnusson Hanna Öberg Elvira Öberg              | ItalienRebecca Passler Dorothea Wierer Samuela Comola Lisa Vittozzi |
| 11. Dezember 2022 (So.)                            | Verfolgung (12,5 km)                               | Johannes Thingnes Bø                                                                             | Sturla Holm Lægreid                                                       | Émilien Jacquelin                                                   |

## Verlauf

### Sprint

#### Frauen
Start: Donnerstag, 8. Dezember 2022, 14:10 Uhr
| Platz | Sportler                   | Zeit        | Schießfehler |
| ----- | -------------------------- | ----------- | ------------ |
| 1     | Denise Herrmann-Wick       | 20:07,1 min | 0+0          |
| 2     | Markéta Davidová           | +18,1       | 0+1          |
| 3     | Julia Simon                | +20,1       | 0+1          |
| 4     | Elvira Öberg               | +32,4       | 1+1          |
| 5     | Anamarija Lampič           | +35,8       | 0+3          |
| 6     | Hanna Öberg                | +37,2       | 1+1          |
| 7     | Dorothea Wierer            | +37,3       | 0+1          |
| 8     | Karoline Offigstad Knotten | +41,3       | 0+0          |
| 9     | Anna Magnusson             | +42,3       | 1+0          |
| 10    | Linn Persson               | +45,3       | 1+0          |
| 0     |                            |             |              |
| 12    | Lisa Hauser                | +48,7       | 1+0          |
| 14    | Aita Gasparin              | +54,7       | 1+0          |
| 15    | Lotte Lie                  | +58,2       | 0+0          |
| 17    | Elisa Gasparin             | +1:02,1     | 0+1          |
| 18    | Lisa Vittozzi              | +1:02,4     | 2+0          |
| 22    | Anna Weidel                | +1:08,7     | 1+1          |
| 23    | Sophia Schneider           | +1:14,1     | 1+1          |
| 25    | Franziska Preuß            | +1:16,4     | 0+2          |
| 27    | Samuela Comola             | +1:22,9     | 0+0          |
| 30    | Vanessa Voigt              | +1:25,1     | 1+1          |
| 33    | Rebecca Passler            | +1:27,4     | 1+0          |
| 34    | Dunja Zdouc                | +1:29,9     | 0+0          |
| 40    | Juliane Frühwirt           | +1:39,7     | 0+0          |
| 44    | Lena Häcki-Groß            | +1:42,8     | 2+1          |
| 51    | Anna Gandler               | +1:56,0     | 0+2          |
| 60    | Julia Schwaiger            | +2:07,0     | 1+1          |
| 74    | Lea Meier                  | +2:49,0     | 2+2          |
| 75    | Anna Juppe                 | +2:49,9     | 1+1          |
| 83    | Michela Carrara            | +3:09,9     | 3+2          |

Gemeldet und am Start: 99
Auf ihrer „Horrorstrecke“ gewann Denise Herrmann-Wick ihr erstes Rennen der Saison und übernahm damit auch die Führung in der Sprintwertung. Dahinter klassierten sich Markéta Davidová und Julia Simon, letztere übernahm hiermit das gelbe Trikot. Erstmals im Biathlonweltcup unterwegs, platzierte sich Anamarija Lampič trotz dreier Fehlschüsse auf Rang 5 und ließ damit in der Laufzeit Elvira Öberg um 27 Sekunden hinter sich. Das deutsche Team präsentierte sich geschlossen stark, in den anderen deutschsprachigen Nationen gab es jeweils eine Athletin, die den Verfolger nicht erreichte.

#### Männer
Start: Freitag, 9. Dezember 2022, 13:45 Uhr
| Platz | Sportler               | Zeit        | Schießfehler |
| ----- | ---------------------- | ----------- | ------------ |
| 1     | Johannes Thingnes Bø   | 23:04,0 min | 0+0          |
| 2     | Émilien Jacquelin      | +43,0       | 0+1          |
| 3     | Sturla Holm Lægreid    | +46,9       | 0+1          |
| 4     | Filip Fjeld Andersen   | +54,5       | 0+0          |
| 5     | Andrejs Rastorgujevs   | +1:00,4     | 0+0          |
| 6     | Martin Ponsiluoma      | +1:03,7     | 0+1          |
| 7     | Quentin Fillon Maillet | +1:09,1     | 0+1          |
| 8     | Jakub Štvrtecký        | +1:10,5     | 0+0          |
| 9     | Justus Strelow         | +1:14,5     | 0+0          |
| 10    | Johannes Dale          | +1:20,1     | 1+1          |
| 0     |                        |             |              |
| 14    | Benedikt Doll          | +1:36,8     | 2+1          |
| 20    | Tommaso Giacomel       | +1:43,1     | 1+1          |
| 21    | Niklas Hartweg         | +1:45,6     | 0+1          |
| 23    | Sebastian Stalder      | +1:47,6     | 0+0          |
| 28    | Philipp Nawrath        | +1:57,4     | 0+1          |
| 29    | Felix Leitner          | +2:02,2     | 0+0          |
| 30    | Roman Rees             | +2:05,4     | 1+1          |
| 34    | Johannes Kühn          | +2:15,4     | 0+3          |
| 42    | David Komatz           | +2:29,8     | 0+1          |
| 43    | Didier Bionaz          | +2:31,6     | 1+0          |
| 49    | Harald Lemmerer        | +2:45,6     | 1+1          |
| 51    | Simon Eder             | +2:50,5     | 0+2          |
| 56    | David Zobel            | +3:01,3     | 0+3          |
| 63    | Joscha Burkhalter      | +3:14,6     | 1+2          |
| 64    | David Zingerle         | +3:16,4     | 0+1          |
| 70    | Daniele Fauner         | +3:28,3     | 1+1          |
| 79    | Daniele Cappellari     | +3:42,9     | 0+2          |
| 80    | Jeremy Finello         | +3:43,0     | 3+2          |
| 87    | Thierry Langer         | +3:58,1     | 2+1          |
| 88    | Patrick Jakob          | +3:58,6     | 1+2          |
| 97    | Laurin Fravi           | +4:53,8     | 3+3          |

Gemeldet: 105 
 Nicht beendet:  Tomáš Sklenárik 
 Disqualifiziert:  Pawel Magasejew
Aufgrund von Schneemangel wurden statt der üblichen, dreimal zu absolvierenden 3,3-Kilometer-Runde, viermal die 2,5 Kilometer des Frauensprints gelaufen. Dies führte zu erheblichen Zeitrückständen, vor allem bei schwächeren Läufern. Alles überstrahlte erneut Johannes Thingnes Bø mit seinem sechsten Sieg in Hochfilzen, er ließ mit über 40 Sekunden Émilien Jacquelin und Sturla Holm Lægreid hinter sich. Für die Gastgeber verlief der Wettkampf alles andere als optimal, auch alle anderen deutschsprachigen Nationen hatten eine gemischte Bilanz. Bei seinem Comeback gelang Andrejs Rastorgujevs sofort ein Top-5-Resultat, Karrierebestleistungen und Weltcuppunkte gab es für Jakub Štvrtecký (8.), Justus Strelow (9.), Lovro Planko (31.) und Emil Nykvist (32.). Thierry Langer kam in der ersten Runde zu Sturz und wurde so zeitlich ausgebremst.

### Verfolgung

#### Frauen
Start: Samstag, 10. Dezember 2022, 11:30 Uhr
| Platz | Sportler                   | Zeit        | Schießfehler |
| ----- | -------------------------- | ----------- | ------------ |
| 1     | Julia Simon                | 29:56,7 min | 0+0+1+0      |
| 2     | Ingrid Landmark Tandrevold | +19,6       | 0+0+1+0      |
| 3     | Markéta Davidová           | +28,1       | 0+0+2+0      |
| 4     | Elvira Öberg               | +41,4       | 0+1+2+0      |
| 5     | Denise Herrmann-Wick       | +42,7       | 0+1+1+1      |
| 6     | Linn Persson               | +46,0       | 0+0+0+2      |
| 7     | Hanna Öberg                | +1:05,2     | 1+2+1+0      |
| 8     | Lisa Vittozzi              | +1:08,2     | 1+0+0+1      |
| 9     | Lisa Hauser                | +1:08,5     | 0+0+1+2      |
| 10    | Paulína Bátovská Fialková  | +1:14,1     | 0+1+0+0      |
| 0     |                            |             |              |
| 13    | Dorothea Wierer            | +1:41,6     | 1+1+1+1      |
| 14    | Vanessa Voigt              | +1:42,5     | 0+0+0+1      |
| 15    | Anna Weidel                | +2:03,9     | 0+0+1+1      |
| 21    | Aita Gasparin              | +2:26,1     | 1+0+1+1      |
| 24    | Sophia Schneider           | +2:41,0     | 1+2+1+0      |
| 25    | Samuela Comola             | +2:58,7     | 0+0+2+0      |
| 26    | Franziska Preuß            | +3:00,3     | 0+2+1+2      |
| 28    | Lena Häcki-Groß            | +3:09,5     | 0+0+2+3      |
| 30    | Anna Gandler               | +3:20,7     | 0+0+1+1      |
| 34    | Lotte Lie                  | +3:30,6     | 0+0+4+1      |
| 36    | Juliane Frühwirt           | +3:34,6     | 1+0+1+1      |
| 37    | Rebecca Passler            | +3:34,8     | 2+1+0+1      |
| 39    | Julia Schwaiger            | +3:37,7     | 0+0+2+1      |
| 43    | Elisa Gasparin             | +4:20,4     | 1+3+1+2      |
| 51    | Dunja Zdouc                | +4:59,9     | 1+1+1+2      |

Gemeldet: 60 
 Nicht am Start: 3 
 Nicht beendet:  Erika Jänkä
Mit ihrem zweiten Verfolgungssieg der Saison baute Julia Simon ihre Weltcupführung aus, das Rennen entschied sich allerdings erst beim letzten Schießen im Duell mit Linn Persson. Tandrevold und Davidová stiegen neuerlich auf das Podest. Sprintsiegerin Denise Herrmann-Wick fiel auf den fünften Rang zurück, für Vittozzi und Hauser ging es wieder in die Top 10. Persönliche Bestleistungen erzielten Polona Klemenčič (Rang 17), Nadia Moser (Rang 23) und Anna Gandler (Rang 30).

#### Männer
Start: Sonntag, 11. Dezember 2022, 14:15 Uhr
| Platz | Sportler               | Zeit        | Schießfehler |
| ----- | ---------------------- | ----------- | ------------ |
| 1     | Johannes Thingnes Bø   | 33:50,7 min | 0+1+0+1      |
| 2     | Sturla Holm Lægreid    | +47,9       | 0+0+1+1      |
| 3     | Émilien Jacquelin      | +1:13,9     | 0+1+1+1      |
| 4     | Quentin Fillon Maillet | +1:22,2     | 0+1+0+0      |
| 5     | Niklas Hartweg         | +1:35,5     | 0+1+0+0      |
| 6     | Tommaso Giacomel       | +1:42,8     | 0+1+0+1      |
| 7     | Jakov Fak              | +1:46,2     | 1+0+1+0      |
| 8     | Johannes Dale          | +1:47,5     | 0+0+1+2      |
| 9     | Sebastian Samuelsson   | +1:47,6     | 0+0+2+0      |
| 10    | Martin Ponsiluoma      | +1:53,2     | 1+0+1+2      |
| 0     |                        |             |              |
| 13    | Felix Leitner          | +2:08,3     | 0+0+0+0      |
| 18    | Benedikt Doll          | +2:30,8     | 2+0+0+2      |
| 24    | Sebastian Stalder      | +2:59,2     | 0+1+0+2      |
| 26    | Justus Strelow         | +3:15,7     | 1+2+0+0      |
| 34    | Simon Eder             | +3:44,7     | 0+0+0+2      |
| 36    | Roman Rees             | +3:45,7     | 0+0+2+2      |
| 37    | Johannes Kühn          | +4:02,1     | 1+1+1+3      |
| 42    | David Zobel            | +4:32,6     | 2+0+0+0      |
| 43    | Didier Bionaz          | +4:39,0     | 1+0+2+1      |
| 44    | David Komatz           | +4:43,5     | 1+0+1+0      |
| 53    | Harald Lemmerer        | +6:05,4     | 2+1+2+0      |
| 54    | Philipp Nawrath        | +6:07,3     | 0+0+5+2      |

Gemeldet: 60 
 Nicht am Start:  Taras Lessjuk 
 Nicht beendet:  Vytautas Strolia 
 Überrundet:  Maksim Fomin
Das Podest im zweiten Verfolger der Saison wurde von denselben Athleten wie im Sprint besetzt, Johannes Thingnes Bø überragte allerdings erneut alle Konkurrenten. Hervorragende Ergebnisse gab es für Niklas Hartweg und Tommaso Giacomel, Hartweg verteidigte damit klar die Führung in der U-25-Wertung. Auch für Jakov Fak gab es eine Saisonbestleistung, die deutsche Mannschaft hingegen enttäuschte eher. Felix Leitner traf alle Scheiben und verbesserte sich um 15 Plätze, den größten Rückstand holte jedoch Tuomas Harjula auf, der mit Rang 14 sein bestes Karriereergebnis egalisierte.

### Staffel

#### Männer
Start: Samstag, 10. Dezember 2022, 13:40 Uhr
| Platz | Land        | Sportler                                                                                 | Zeit        | Strafrunden + Nachlader         |
| ----- | ----------- | ---------------------------------------------------------------------------------------- | ----------- | ------------------------------- |
| 1     | Norwegen    | Sturla Holm Lægreid Filip Fjeld Andersen Johannes Thingnes Bø Vetle Sjåstad Christiansen | 1:18:02,6 h | 0+0 0+3 0+0 0+1 0+0 0+0 0+0 1+3 |
| 2     | Schweden    | Jesper Nelin Martin Ponsiluoma Peppe Femling Sebastian Samuelsson                        | +20,0       | 0+1 0+1 0+2 0+2 0+1 0+0 0+0 0+1 |
| 3     | Deutschland | Justus Strelow Johannes Kühn Roman Rees Benedikt Doll                                    | +28,6       | 0+1 0+0 0+0 1+3 0+0 0+0 0+0 0+1 |
| 4     | Frankreich  | Antonin Guigonnat Fabien Claude Émilien Jacquelin Quentin Fillon Maillet                 | +51,5       | 0+2 0+1 0+0 0+1 0+2 0+2         |
| 5     | Finnland    | Jaakko Ranta Tuomas Harjula Tero Seppälä Olli Hiidensalo                                 | +2:00,7     | 0+2 0+2 0+0 0+2 0+0 0+1 0+0 0+2 |
| 6     | Österreich  | David Komatz Simon Eder Felix Leitner Harald Lemmerer                                    | +2:28,6     | 0+0 0+0 0+0 0+1 0+1 0+1         |
| 7     | Schweiz     | Sebastian Stalder Niklas Hartweg Joscha Burkhalter Jeremy Finello                        | +2:32,2     | 0+0 0+0 0+1 0+3 0+1 0+2 0+1 0+1 |
| 8     | Tschechien  | Tomáš Mikyska Michal Krčmář Jakub Štvrtecký Jonáš Mareček                                | +2:38,9     | 0+3 0+2 0+3 0+1 0+0 0+2 0+2 0+2 |
| 9     | Italien     | Didier Bionaz Tommaso Giacomel David Zingerle Daniele Fauner                             | +2:39,5     | 0+0 0+1 0+0 0+0 0+0 0+1 0+1 0+1 |
| 10    | Slowenien   | Miha Dovžan Lovro Planko Jakov Fak Rok Tršan                                             | +2:45,1     | 0+0 0+1 0+3 0+3 0+1 0+0 0+1 0+2 |

Gemeldet und am Start: 20 Staffeln 
 Überrundet: 3
Auch die zweite Männerstaffel der Saison ging ungefährdet nach Norwegen, wenig überraschend wurden auch die übrigen Podestplätze an Schweden und Deutschland verteilt. Finnland erzielte das beste Staffelergebnis seit mehr als 20 Jahren, für Österreich und die Schweiz sprangen ebenfalls gute Ergebnisse heraus. Das italienische Team, zur Rennhälfte durch Tommaso Giacomel noch in Führung gelegen, fiel erwartungsgemäß zurück, hielt sich aber trotzdem ordentlich.

#### Frauen
Start: Sonntag, 11. Dezember 2022, 11:30 Uhr
| Platz | Land        | Sportler                                                                                      | Zeit        | Strafrunden + Nachlader         |
| ----- | ----------- | --------------------------------------------------------------------------------------------- | ----------- | ------------------------------- |
| 1     | Frankreich  | Lou Jeanmonnot Anaïs Chevalier-Bouchet Chloé Chevalier Julia Simon                            | 1:14:27,1 h | 0+1 0+0 0+0 0+2 0+0 0+1 0+0 0+0 |
| 2     | Schweden    | Linn Persson Anna Magnusson Hanna Öberg Elvira Öberg                                          | +10,4       | 0+0 0+0 0+2 0+0 0+3 0+2 0+1 0+1 |
| 3     | Italien     | Rebecca Passler Dorothea Wierer Samuela Comola Lisa Vittozzi                                  | +18,5       | 0+0 0+0 0+0 0+1 0+2 0+1         |
| 4     | Deutschland | Anna Weidel Franziska Preuß Vanessa Voigt Denise Herrmann-Wick                                | +33,7       | 0+0 0+0 0+0 0+1 0+2 0+2         |
| 5     | Norwegen    | Karoline Offigstad Knotten Emilie Ågheim Kalkenberg Karoline Erdal Ingrid Landmark Tandrevold | +1:12,9     | 0+1 0+1 0+0 0+1 0+0 0+0         |
| 6     | Schweiz     | Elisa Gasparin Aita Gasparin Lea Meier Lena Häcki-Groß                                        | +2:14,2     | 0+0 0+2 0+0 0+1 0+1 0+1 0+0 0+1 |
| 7     | Tschechien  | Tereza Voborníková Jessica Jislová Markéta Davidová Lucie Charvátová                          | +2:34,6     | 0+2 0+0 0+3 0+0 0+1 0+0 0+1 1+3 |
| 8     | Slowenien   | Živa Klemenčič Lena Repinc Anamarija Lampič Polona Klemenčič                                  | +3:09,7     | 0+0 0+0 0+0 0+1 0+0 2+3 0+3 0+1 |
| 9     | Österreich  | Dunja Zdouc Anna Gandler Julia Schwaiger Lisa Hauser                                          | +3:24,2     | 0+1 0+3 0+1 0+0 0+1 2+3 0+1 0+2 |
| 10    | Estland     | Regina Ermits Tuuli Tomingas Susan Külm Johanna Talihärm                                      | +4:00,1     | 0+0 0+2 0+0 1+3 0+0 0+0         |

Gemeldet und am Start: 19 Staffeln 
 Überrundet: 3
In einem sehr spannenden Rennen konnte Frankreich die zweite Staffel der Saison gewinnen, die Entscheidung gegen Schweden, Italien und Deutschland fiel erst beim letzten Schießen. Die Schweiz überzeugte erneut, auch die Gastgeber kamen unter die besten Zehn. Ein starkes Ergebnis erzielte die Staffel Sloweniens, dank starker Laufleistungen von Lampič und Polona Klemenčič fuhr man das beste Ergebnis seit über zehn Jahren ein. Auch für die Slowakei ging es auf einen respektablen elften Rang.

## Auswirkungen
| Rang | Name                   | Punkte | Siege | Verän- derung |
| ---- | ---------------------- | ------ | ----- | ------------- |
| 1    | Johannes Thingnes Bø   | 389    | 4     |               |
| 2    | Sturla Holm Lægreid    | 325    | 0     |               |
| 3    | Émilien Jacquelin      | 253    | 0     |               |
| 4    | Sebastian Samuelsson   | 199    | 0     |               |
| 5    | Martin Ponsiluoma      | 194    | 1     |               |
| 6    | Niklas Hartweg         | 189    | 0     |               |
| 7    | Roman Rees             | 171    | 0     |               |
| 8    | Quentin Fillon Maillet | 170    | 0     |               |
| 9    | Filip Fjeld Andersen   | 155    | 0     |               |
| 10   | Jesper Nelin           | 151    | 0     |               |

| Rang | Name                       | Punkte | Siege | Verän- derung |
| ---- | -------------------------- | ------ | ----- | ------------- |
| 1    | Julia Simon                | 310    | 2     |               |
| 2    | Ingrid Landmark Tandrevold | 245    | 0     |               |
| 3    | Lisa Vittozzi              | 242    | 0     |               |
| 4    | Denise Herrmann-Wick       | 240    | 1     |               |
| 5    | Markéta Davidová           | 226    | 0     |               |
| 6    | Elvira Öberg               | 221    | 0     |               |
| 7    | Hanna Öberg                | 220    | 1     |               |
| 8    | Lisa Hauser                | 192    | 1     |               |
| 9    | Linn Persson               | 189    | 0     |               |
| 10   | Dorothea Wierer            | 174    | 0     |               |

## Debütanten
Folgende Athleten nahmen zum ersten Mal an einem Biathlon-Weltcup teil. Dabei kann es sich sowohl um Individualrennen, als auch um Staffelrennen handeln.
| Männer          | Frauen                 |
| --------------- | ---------------------- |
| Wassil Saschew  | Polina Jegorowa        |
| Daniele Fauner  | Alina Skripkina        |
| Witalij Mandsyn | Anna Gandler           |
|                 | Anamarija Lampič       |
|                 | Oleksandra Merkuschyna |